# Ulrich E. Gut
Ulrich Ernst Gut (* 24. Mai 1952 in Zürich) ist ein Schweizer Jurist, Politiker und Publizist.

## Leben
Ulrich E. Gut wuchs in Küsnacht auf. Er ist der Sohn von Ulrich Gut (1923–2010) und Marianne, geborene Schweizer (1929–2015). Sein Vater und sein Onkel Theodor Gut (1917–1999) leiteten zusammen ab 1953 die Zürichsee-Zeitung, die der Grossvater, Theodor Gut senior (1890–1953), übernommen und als Druck- und Verlagsunternehmen (Buchdruckerei Stäfa AG, später Zürichsee Medien AG) aufgebaut hatte.
Ulrich E. Gut studierte nach einer altsprachlichen Matura Rechtswissenschaft an der Universität Zürich und promovierte 1983 mit einer Dissertation zum Thema «Grundfragen und schweizerische Entwicklungstendenzen der Demokratie».
Von 1984 bis 1987 arbeitete er im Generalsekretariat des Eidgenössischen Verkehrs- und Energiewirtschaftsdepartements als Mitarbeiter für Gesetzgebungsarbeiten und als persönlicher Mitarbeiter von Bundesrat Leon Schlumpf. Von 1988 bis 1998 war er Chefredaktor der Zürichsee-Zeitung. Von 1991 bis 1999 gehörte er ausserdem dem Zürcher Kantonsrat (FDP) an. Der überraschende Rücktritt von allen operativen Ämtern in der Zürichsee Medien AG erfolgte im April 1998 nach dem Entscheid des Verwaltungsrates, die Leitung von Verlag und Redaktion unter Führung des Verlags zu trennen. Seit 1998 ist er als Kommunikationsberater, Publizist und Geschäftsstellenleiter selbstständig tätig. Von 2009 bis 2020 war er Zentralpräsident von Alzheimer Schweiz.
Ulrich E. Gut ist Herausgeber und Redaktor des Newsletters und Onlineportals PolitReflex.
Er ist seit 1977 verheiratet mit der früheren Regierungsrätin des Kantons Zürich Ursula Gut-Winterberger.

## Engagements
Ulrich E. Gut ist seit 2007 Präsident des Vereins «ch-intercultur» (zur Stärkung von Kulturberichterstattung und Kulturkritik, vormals Schweizer Feuilleton-Dienst) sowie seit 2007 des Vereins «Unser Recht – Notre Droit – Nostro Diritto – Noss Dretg». Seit 2020 ist er zudem Stiftungsratspräsident der «Alois & Auguste Stiftung», die Projekte für ein besseres Leben mit Demenz für die Betroffenen und ihre Angehörigen fördert.
Zu seinen früheren Engagements zählen unter anderem das Stiftungsratspräsidium der «Paul Schiller Stiftung» und die langjährige Leitung der Geschäftsstelle des «Fonds zur Förderung des akademischen Nachwuchses» des Zürcher Hochschulvereins. Ausserdem war Ulrich E. Gut Präsident des Vereins für Integration und Suchtfragen im Bezirk Meilen sowie Präsident des Vereins Zürichsee Landschaftsschutz. Im November 2021 organisierte er in der Villa Sunneschy in Stäfa eine Ausstellung mit Bildern seiner künstlerisch begabten Grossmutter Ida Gut-Hulftegger (1889–1971).

## Publikationen
- Aspekte des Liberalismus in der politischen Praxis. Stäfa 1994.
- Zahlreiche Artikel auf PolitReflex.[5]